# Châtelaillon-Plage
Châtelaillon-Plage ([ʃatɛlajɔ̃ plaʒ]) est une commune du Sud-Ouest de la France située dans le département de la Charente-Maritime, en région Nouvelle-Aquitaine.
Ses habitants sont appelés les Châtelaillonnais et les Châtelaillonnaises.

## Géographie

### Localisation et accès
La commune de Châtelaillon-Plage se situe dans le nord-ouest du département de la Charente-Maritime, dans l'ancienne province d'Aunis.
Sur un plan plus général, Châtelaillon-Plage est située dans le Sud-Ouest de la France, au centre de la côte atlantique dont elle est riveraine, faisant partie du « Midi atlantique ».
Châtelaillon-Plage est avant tout une commune littorale, située à 12 km au sud de La Rochelle et à 18 km au nord de Rochefort. La ville est reliée à ces deux villes par la ligne ferroviaire régionale Nantes - Bordeaux et par une voie express à 2×2 voies, la RD 137 (ex-RN 137).

### Communes limitrophes
|                  | Angoulins          | Salles-sur-Mer |
| Océan Atlantique | Châtelaillon-Plage | Saint-Vivien   |
|                  | Yves               |                |

### Un site géographique privilégié mais fragile
Malgré la présence du toponyme balnéaire dans le nom de la commune, la plage de Châtelaillon-Plage est artificielle. Il se trouve en effet que cette plage nécessite un ensablement régulier, sinon la force des courants marins la ferait complètement disparaître.
La commune comprend notamment une partie du village des Bouchôleurs, à vocation mytilicole et ostréicole, partagé avec la commune d'Yves. Ce village a été particulièrement touché par la tempête Xynthia du 28 février 2010. Le gouvernement français y a distingué des zones « dangereuses pour la vie humaine » au sein desquelles toute habitation devrait être détruite. Contestant cette position, certains habitants se sont constitués en association de sauvegarde du village des Bouchôleurs (cf. liens externes).

## Urbanisme

### Typologie
Au 1er janvier 2024, Châtelaillon-Plage est catégorisée ceinture urbaine, selon la nouvelle grille communale de densité à 7 niveaux définie par l'Insee en 2022.
Elle appartient à l'unité urbaine de La Rochelle, une agglomération intra-départementale dont elle est une commune de la banlieue,. Par ailleurs la commune fait partie de l'aire d'attraction de La Rochelle, dont elle est une commune de la couronne,. Cette aire, qui regroupe 72 communes, est catégorisée dans les aires de 200 000 à moins de 700 000 habitants,.
La commune, bordée par l'océan Atlantique, est également une commune littorale au sens de la loi du 3 janvier 1986, dite loi littoral. Des dispositions spécifiques d’urbanisme s’y appliquent dès lors afin de préserver les espaces naturels, les sites, les paysages et l’équilibre écologique du littoral, tel le principe d'inconstructibilité, en dehors des espaces urbanisés, sur la bande littorale des 100 mètres, ou plus si le plan local d’urbanisme le prévoit.

### Occupation des sols
L'occupation des sols de la commune, telle qu'elle ressort de la base de données européenne d’occupation biophysique des sols Corine Land Cover (CLC), est marquée par l'importance des territoires artificialisés (53,8 % en 2018), en augmentation par rapport à 1990 (47,7 %). La répartition détaillée en 2018 est la suivante : 
zones urbanisées (46,9 %), prairies (29,6 %), terres arables (16,2 %), espaces verts artificialisés, non agricoles (6,9 %), espaces ouverts, sans ou avec peu de végétation (0,2 %), zones humides côtières (0,1 %). L'évolution de l’occupation des sols de la commune et de ses infrastructures peut être observée sur les différentes représentations cartographiques du territoire : la carte de Cassini (XVIIIe siècle), la carte d'état-major (1820-1866) et les cartes ou photos aériennes de l'IGN pour la période actuelle (1950 à aujourd'hui).

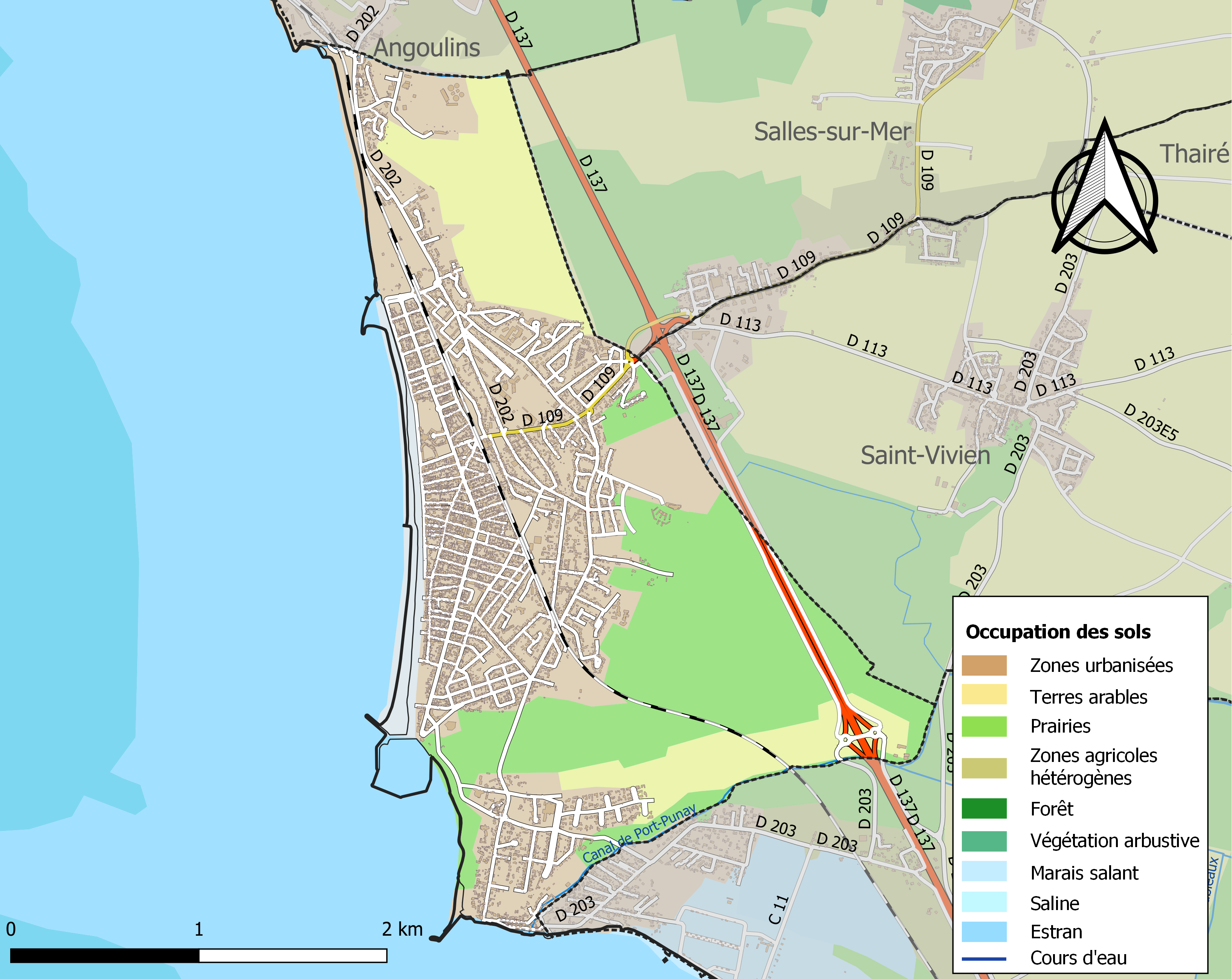
Carte des infrastructures et de l'occupation des sols de la commune en 2018 (CLC).

### Risques majeurs
Le territoire de la commune de Châtelaillon-Plage est vulnérable à différents aléas naturels : météorologiques (tempête, orage, neige, grand froid, canicule ou sécheresse), inondations, mouvements de terrains et séisme (sismicité modérée). Il est également exposé à un risque technologique, le transport de matières dangereuses. Un site publié par le BRGM permet d'évaluer simplement et rapidement les risques d'un bien localisé soit par son adresse soit par le numéro de sa parcelle.

#### Risques naturels
La commune fait partie du territoire à risques importants d'inondation (TRI) de La Rochelle-Île de Ré, regroupant 21 communes concernées par un risque de submersion marine de la zone côtière, un des 21 TRI qui ont été arrêtés fin 2012 sur le bassin Loire-Bretagne et confirmé en 2018 lors du second cycle de la Directive inondation. Les submersions marines les plus marquantes des XXe et XXIe siècles antérieures à 2019 sont celles liées à la tempête du 9 février 1924, à la tempête du 15 février 1957, aux tempêtes Lothar et Martin des 26 et 27 décembre 1999 et à la tempête Xynthia des 27 et 28 février 2010. Cette tempête a eu pour conséquence l’instauration de zones de solidarité, où les parcelles considérées comme trop dangereuses pour y maintenir des maisons pouvaient à terme être expropriées (Loix, La Flotte, Nieul-sur-Mer, La Rochelle,…). Des cartes des surfaces inondables ont été établies pour trois scénarios : fréquent (crue de temps de retour de 10 ans à 30 ans), moyen (temps de retour de 100 ans à 300 ans) et extrême (temps de retour de l'ordre de 1 000 ans, qui met en défaut tout système de protection),. La commune a été reconnue en état de catastrophe naturelle au titre des dommages causés par les inondations et coulées de boue survenues en 1982, 1993, 1999 et 2010,.

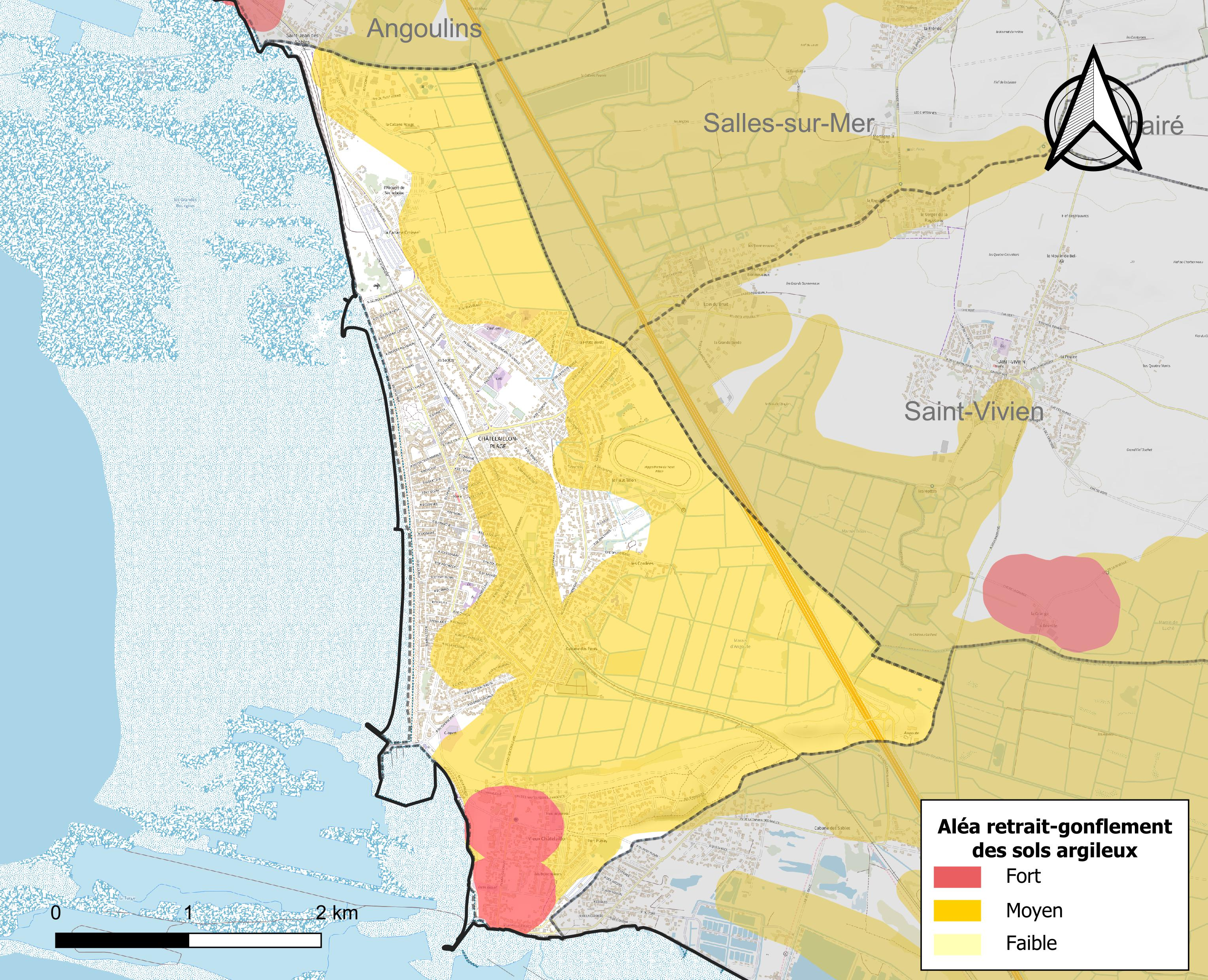
Carte des zones d'aléa retrait-gonflement des sols argileux de Châtelaillon-Plage.

Les mouvements de terrains susceptibles de se produire sur la commune sont des tassements différentiels.
Le retrait-gonflement des sols argileux est susceptible d'engendrer des dommages importants aux bâtiments en cas d’alternance de périodes de sécheresse et de pluie. 74,3 % de la superficie communale est en aléa moyen ou fort (54,2 % au niveau départemental et 48,5 % au niveau national). Sur les 3 958 bâtiments dénombrés sur la commune en 2019, 1 943 sont en aléa moyen ou fort, soit 49 %, à comparer aux 57 % au niveau départemental et 54 % au niveau national. Une cartographie de l'exposition du territoire national au retrait gonflement des sols argileux est disponible sur le site du BRGM,.
Par ailleurs, afin de mieux appréhender le risque d’affaissement de terrain, l'inventaire national des cavités souterraines permet de localiser celles situées sur la commune.
Concernant les mouvements de terrains, la commune a été reconnue en état de catastrophe naturelle au titre des dommages causés par la sécheresse en 1989, 2003 et 2005 et par des mouvements de terrain en 1999 et 2010.

#### Risques technologiques
Le risque de transport de matières dangereuses sur la commune est lié à sa traversée par une ou des infrastructures routières ou ferroviaires importantes ou la présence d'une canalisation de transport d'hydrocarbures. Un accident se produisant sur de telles infrastructures est susceptible d’avoir des effets graves sur les biens, les personnes ou l'environnement, selon la nature du matériau transporté. Des dispositions d’urbanisme peuvent être préconisées en conséquence.

## Toponymie
Le toponyme provient de la forteresse de Castrum Allionis établie au XIe siècle, ou Xe siècle. Il semble admis que cette bâtisse désignait un propriétaire du nom d'Allio(n), Allionis, Alon. C'est du nom Castrum Allionis que viendrait par déformation le nom Aunis.
La commune s'est appelée Chatel Aillon à sa création en 1793, puis Chatelaillon en 1801, puis Châtelaillon (date non précisée). Elle a été réunie à Angoulins en 1823, puis s'en est séparée en 1896. Elle s'appelle Châtelaillon-Plage depuis 1928.

## Histoire
,,

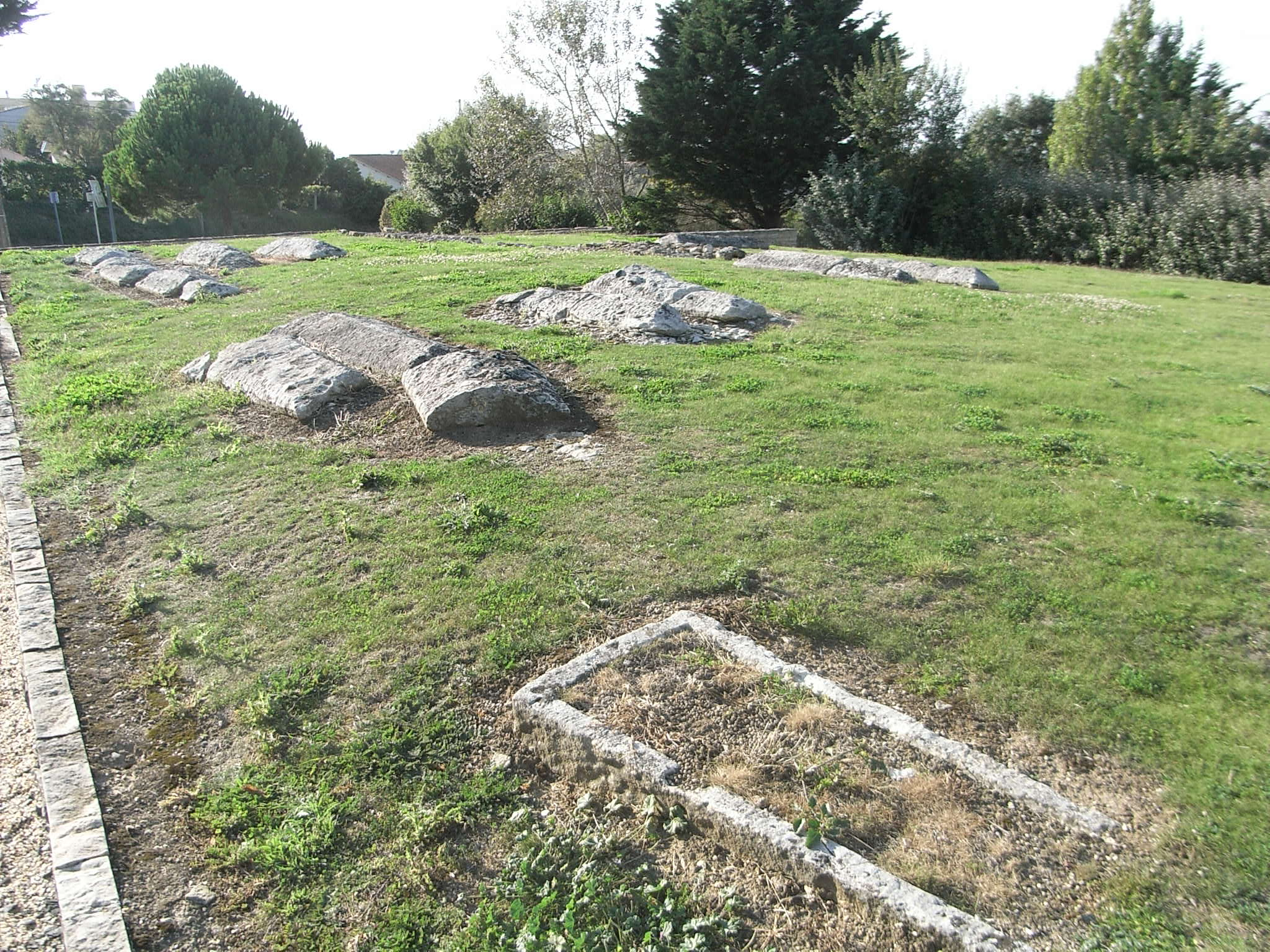
Cimetière mérovingien.

Un cimetière, situé aux Bouchôleurs non loin du cimetière actuel, atteste d'une présence humaine à l'époque mérovingienne.
Dès le XIe siècle, voire le Xe siècle, se dressait, sur la pointe du Cornard aujourd'hui engloutie sous les flots, la forteresse de Castrum Allionis alors capitale de l'Aunis. C'était une forteresse du comte du Poitou (actif à Angoulins, et en Ré dès le Xe siècle ; l'église d'Angoulins dépend de l'abbaye St-Pierre de Bourgueil fondée en 990 par Emma de Blois fille du Tricheur et épouse du comte Guillaume Fièrebrace), confiée à la famille des Èble(s) et des Isembert. Il semble admis que le nom de Châtelaillon, Castrum Allionis, désigne un possesseur (seigneur, châtelain, viguier/vicaire ?) du nom d'Allio(n), Allionis, Alon : un ancêtre des Èble et Isembert ? Était-ce leur surnom, leur cognomen ? Ou est-ce le nom d'un propriétaire ou tenancier plus ancien ? Toujours est-il que des auteurs font remonter la dynastie à la deuxième ou même à la première moitié du Xe siècle, en ajoutant notamment un ou deux Isembert et un Èble, ce qui décale la numérotation dynastique.
En août 1130, le duc d'Aquitaine Guillaume X, voulant mieux contrôler les ports et forteresses de l'Aunis, fait le siège devant le château. Le dernier seigneur du lieu Isembert II de Châtelaillon, dépourvu de soldats face aux troupes de son suzerain, capitule d'autant plus vite que sa seigneurie était en plein désarroi à cause du comportement extravagant de sa femme Aelina, une maîtresse femme. Cette dernière bafouait ouvertement son mari, avait des bâtards, et les incitait à mettre la main sur le fief en commandant aux serviteurs du faible Isembert, ce qui poussait lesdits serviteurs à se rebeller : l'anarchie gagnait la seigneurie[réf. nécessaire]... Bien sûr, Guillaume X était aussi attiré par l'essor économique de l'Aunis (vin, sel, commerce maritime), jusque-là plutôt une côte ingrate et désolée. Il garda la moitié des revenus du fief, avec le château ; le reste fut laissé à Isembert, le sire vaincu, retiré à l'île de Ré jusqu'à sa mort. Mais le gendre et la fille de Guillaume X, Louis VII et sa femme Aliénor d'Aquitaine (comtes conjoints du Poitou entre 1137 et 1152), restituèrent l'ensemble ou presque du fief à ses deux héritiers indivis : Èble de Mauléon et Geoffroi III de Rochefort, qui finirent par procéder à un partage.
Il ne reste plus aucun vestige de cette cité engloutie qui disparut totalement, pour ne laisser au XVIIe siècle qu'un petit hameau, quelques fermes et des cabanes de marais. À partir de Guillaume X, La Rochelle, domaine du comte-duc, va pouvoir commencer son essor.

### Liste des seigneurs de Châtelaillon
- actif vers 1004-1047 : Èble(s) Ier (ou II), châtelain
- actif vers 1060-1083 : Isembert Ier (ou II ou III), son fils, seigneur, épouse Claricia (sans doute de Parthenay : cf. Guillaume Ier) ; frère plausible de Rivalia et Osiria ci-dessous
- actif vers : Èble(s) II, son fils, épouse Iveta ou Julita (possible de La Motte) ; sa sœur Aurengardis épouse Foulque le Réchin comte d'Anjou en 1076, répudiée en 1080. En 1086, avec l'accord du comte-duc, Èble prend la moitié de l'île d'Oléron (prieuré St-Georges) qui appartenait à l'abbaye de la Trinité de Vendôme, et la tient en fief de Guillaume IX, mais doit la restituer en 1096-97 : dans cette affaire, Èble fut excommunié et il y eut peut-être des ravages et des représailles de part et d'autre, car le prieuré de Montierneuf à Saint-Agnant (siège de la présence de La Trinité de Vendôme en Saintonge ; l'abbaye de La Trinité est installée en Saintonge depuis 1040) et le château de Soubise sont incendiés les 4 et 5 juin 1092. Il apparut aussi des tensions, mais peu graves, avec les abbayes de St-Maixent (pour les marais de Mouillepied : entre Yves et Ballon ?) et de St-Jean-d'Angély (pour les marais d'Yves), les sires de Châtelaillon cherchant sans doute à étendre, dans leur politique d'expansion, leurs droits et domaines aux dépens des abbayes.
- actif vers 1100/1104-1130/1137 : Isembert II (ou III ou IV), son fils, épouse Aelina

La succession d'Isembert II-III  est revendiquée par Èble(s) de Mauléon et Geoffroy III de Rochefort, probablement deux cousins issus de germain et parents à ce même degré d'Isembert II, héritiers aux droits de deux sœurs dont l'ancêtre (sans doute la grand-mère) d'Èble Rivalia, était l'aînée, et celle de Geoffroy, Osiria, la cadette. Rivalia et Osiria pouvaient être les filles d'Èble Ier de Châtelaillon, et donc les sœurs d'Isembert Ier. Rivalia aurait épousé Raoul de Mauléon grand-père d'Èbles, et Osiria : Geoffroy Ier de Rochefort grand-père de Geoffroy III. On remarque aussi que les Châtelaillon tenaient le château de Soubise juste au sud de Rochefort, puis ce furent peut-être les Mauléon (si c'est le cas : dès le mariage de Rivalia ou à la succession d'Isembert II ?), puis en tout cas les Lusignan, dont le tiendront les Parthenay ci-dessous.
Finalement les deux cousins héritiers se partagent la seigneurie :
Geoffroy de Rochefort hérite d'Isembert II la moitié de Châtelaillon : Yves dont Voutron, Ballon, Thairé dont Mortagne, Le Thou, donc le sud et l'est du domaine, plus le Petit Fief (ou Petite Baillie) de Rochefort à l'est de La Rochelle ; l'autre moitié allant à son cousin Èbles de Mauléon : le château, le nord de la seigneurie-châtellenie, plus les îles et la mer,.
Succession de la seigneurie châtelaine : les deux fils d'Èble de Mauléon : < Raoul et Guillaume < Savary fils de Raoul et sénéchal de Saintonge < Raoul († vers 1251) ; sa demi-sœur Alix x Guy Ier de Thouars : d'où la suite des vicomtes de Thouars ;  une autre demi-sœur est mariée à Geoffroy de Tonnay-Charente ; une autre demi-sœur, Marquise de Mauléon dame de Châtelaillon, épouse Guillaume II de Lusignan dit de Valence, petit-fils d'Hugues VIII < Valence de Lusignan dame de Châtelaillon, Soubise, Moncontour, Mouchamps, Mervent et Vouvant x vers 1247 Hugues II de Parthenay († 1271)
< Guillaume VI de Parthenay († vers 1315-1322) x 1° Jeanne dame de Montfort-le-Rotrou, Vibraye, Bonnétable et Semblançay et x 2° Marguerite de Thouars arrière-petite-fille de Guy et Alix ci-dessus < Jean Ier de Parthenay, fils de Jeanne de Montfort-le-Rotrou < Guillaume VII de Parthenay [sa demi-sœur Isabelle de Parthenay dame de Montfort-le-Rotrou, Vibraye, Bonnétable, Semblançay x Jean IV premier comte d'Harcourt, vicomte de Châtellerault, seigneur d'Arschot < Jean V comte d'Aumale, vicomte d'Abbeville et baron de Montgomery, exécuté en 1356 < son fils cadet Jacques Ier baron de Montgomery < Jacques II ci-dessous]  < la fille de Guillaume VII : Jeanne héritière de Parthenay et de Châtelaillon x Guillaume IV vicomte de Melun et comte de Tancarville, sire de Montreuil-Bellay et Varenguebec(† 1415 à Azincourt)
< Marguerite vicomtesse de Melun et comtesse de Tancarville, baronne de Parthenay, dame de Châtelaillon x Jacques II  d'Harcourt baron de Montgomery ci-dessus < Marie d'Harcourt x Dunois fils de Louis duc d'Orléans < les Orléans ducs de Longueville, comtes de Dunois et de Tancarville, barons de Parthenay, princes de Neuchâtel et Valangin, princes de Châtelaillon...
Aux XVe et XVIe siècles, le règne des Parthenay puis des Orléans-Longueville n'alla pas sans des interruptions : Châtelaillon fut temporairement à des princes Valois (Charles VII dauphin et comte de Poitiers ; aussi son fils Louis XI et son beau-frère Charles du Maine) ; au connétable de Richemont alias Arthur III duc de Bretagne comte de Richmond/Richemont ; en 1541 à l'amiral Chabot neveu par alliance de François Ier ; le 27 mars 1546 Antoinette d' Amboise rachète la principauté à la veuve de ce dernier; en 1596 c'est Antoine Courault, procureur du Roi au Présidial de La Rochelle qui en est le propriétaire.
Châtelaillon fut cédé, le 31 août 1615, et définitivement le 5 février 1699, aux Green (ou Grain) de Saint-Marsault (ou Saint-Marceau), qui devinrent marquis de Châtelaillon en 1780 avec Henri-Charles Benjamin, grand-sénéchal de La Rochelle et de l'Aunis (père de Louis-Alexandre-Benjamin Green de Saint-Marsault). Cette famille était protestante lors des premières acquisitions (Daniel fut un combattant rochelais lors du siège de 1622), mais Pharamond se convertit au catholicisme sous Louis XIV.

### Époque contemporaine

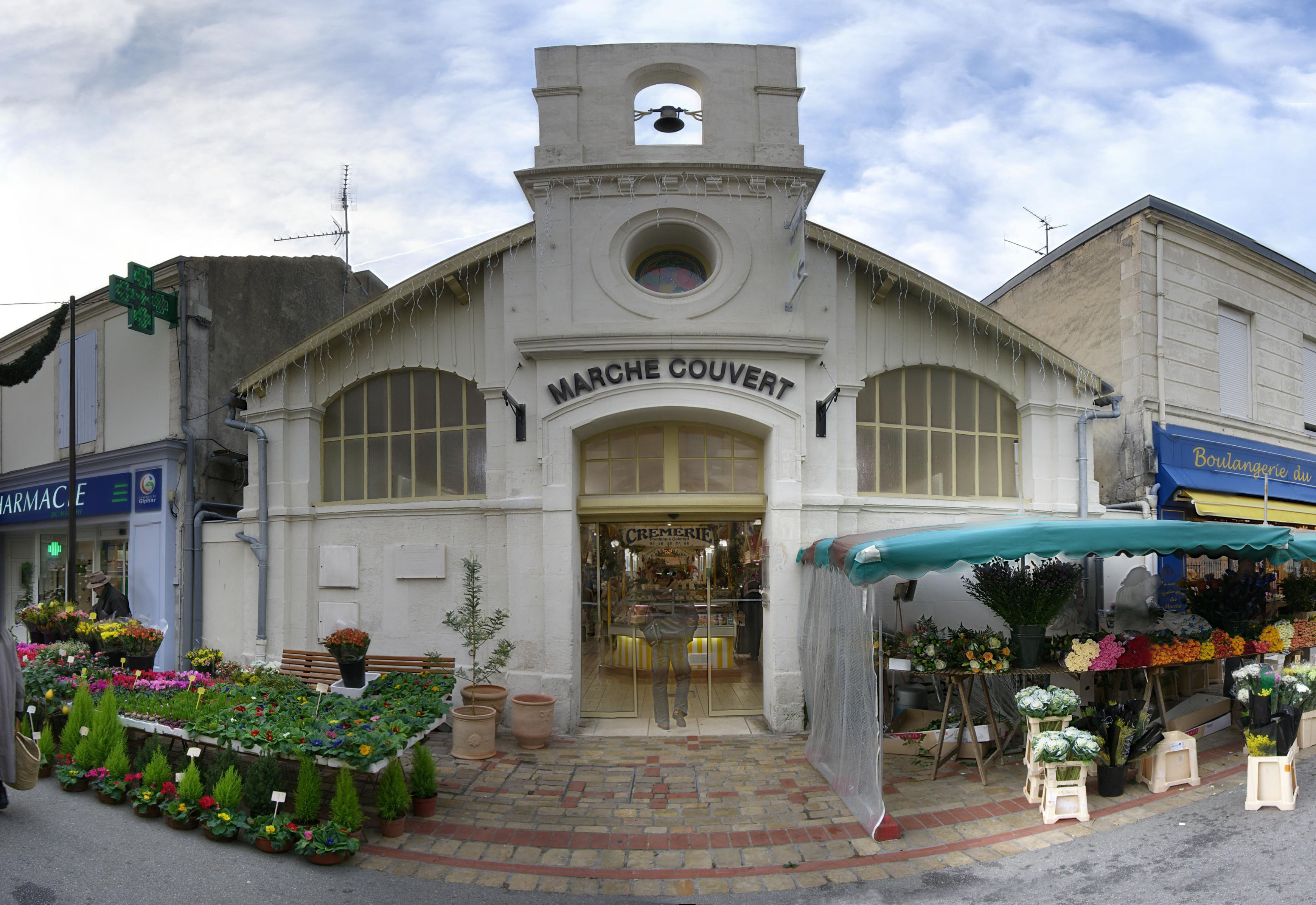
Marché couvert, rue du Marché.

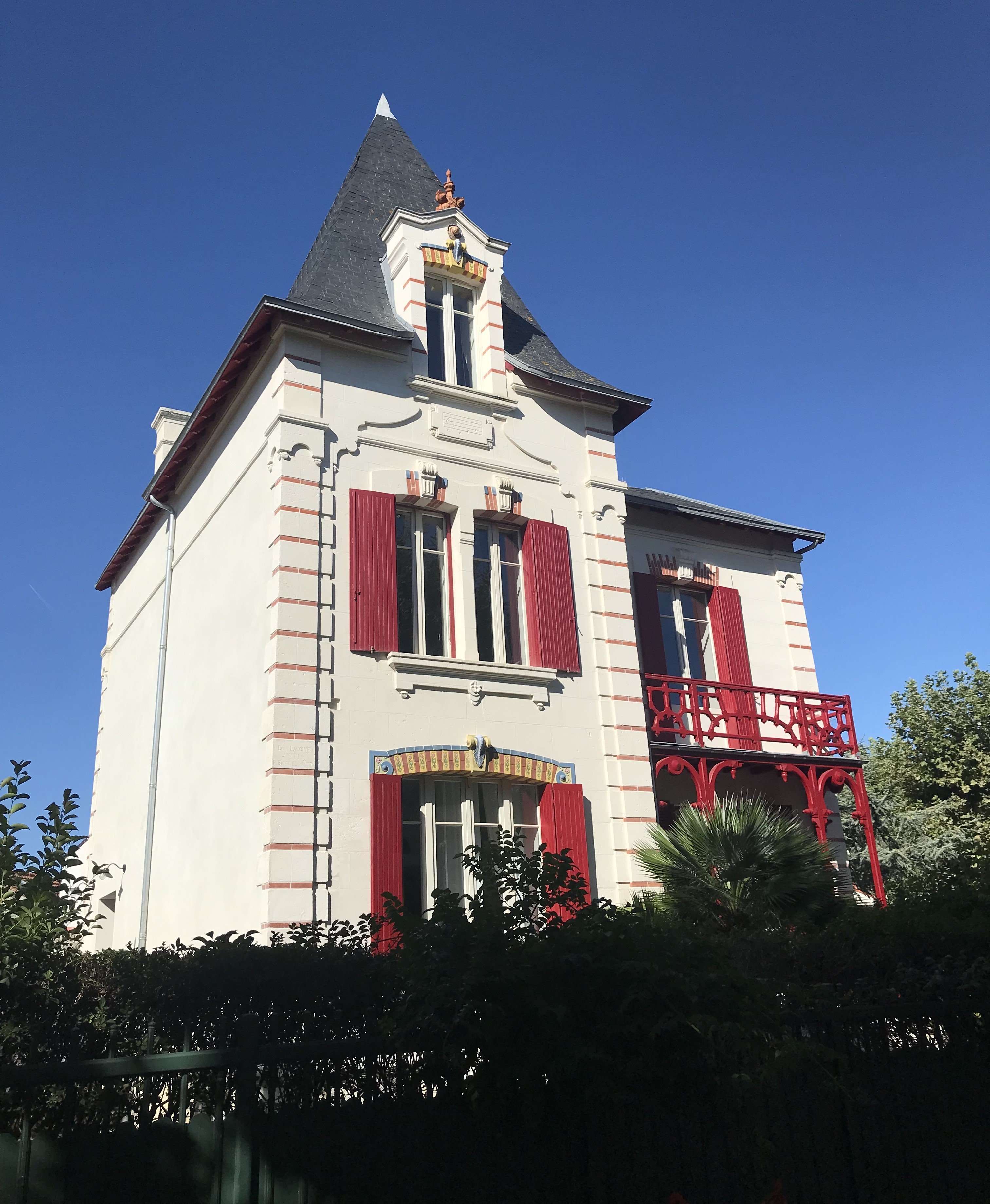
Maison 1900 en centre ville.

De l’histoire antérieure au XIXe siècle, il demeure quelques bâtisses agricoles ou ostréicoles (village des Boucholeurs).
Ce n'est qu'à la fin du XIXe siècle, avec l'apparition du chemin de fer, que se construisit la station balnéaire pour accueillir les premiers amateurs des bains de mer ;  plus de 1500 villas 1900 parsèment la côte, dont plusieurs existent encore. L'église et le marché couvert furent construits dès 1885, tandis que la construction d'une nouvelle gare en lieu et place de l'ancienne halte, allait précipiter le développement de la station. La digue du front de mer, quant à elle, date de 1894. Les rues jusqu'alors ensablées furent empierrées en 1899, et c'est en 1900 que furent construits le groupe scolaire, et la poste. L'éclairage public a été installé en 1906, à l'époque un éclairage à l'acétylène remplacé depuis par l'éclairage électrique.
En 1988, la commune a décidé de procéder à un réaménagement total de la zone englobant le Casino, son parc, et une partie du parc municipal pour construire un ensemble immobilier baptisé « Les Principautés du Casino ». Lors des travaux de terrassement, le Casino construit sur une dune, a subi des dommages considérables avec l'écroulement complet de sa partie centrale. Mais l'édifice centenaire a aussitôt bénéficié d'une restauration pour lui rendre sa splendeur d'antan.
En 1991, la piscine Tournesol, construite en 1975 et située au no 1 de la rue Barraud, a été détruite. L'emplacement est resté libre, servant de parking, avant d'accueillir en 1998 la résidence Atlantica. Ce même emplacement était aussi celui d'un parc d'enfants, créé en 1937. Il possédait deux entrées (une sur la rue Barraud, et une dans le parc du Casino, et abritait jeux de ballon, échasses, manèges, portique et balançoires, et un théâtre de Guignol qui divertissait les enfants deux fois par semaine.
Un ouvrage récent[Quand ?] donne un aperçu de toutes les découvertes archéologiques effectuées sur le coteau du Vieux Châtelaillon (occupation gallo-romaine, nécropole des Sables, christianisation du site, découvertes de sépultures, mobilier funéraire découvert dans les sarcophages, etc.). De plus, on y trouve un article capital traitant de la localisation du château médiéval réfutant les thèses d'une implantation au Cornard ou à la Turge.
En Décembre 2022, la commune de Châtelaillon-Plage a appris l'existence d'un leg de la part d'un habitant d'un montant de 700 000 euros. La municipalité a décidé d’investir cet argent pour aider à l'aménagement du port et de l’arrière-port.

## Politique et administration

### Liste des maires
| Période                                  | Période  | Identité           | Étiquette   | Qualité                  |
| ---------------------------------------- | -------- | ------------------ | ----------- | ------------------------ |
| 1974                                     | 1984     | Paul Michaud       |             |                          |
| 1984                                     | 1995     | Jean-Louis Léonard | RPR         | Ingénieur                |
| 1995                                     | 1996     | Alain Lemaire      |             | Professeur               |
| 1996                                     | 2020     | Jean-Louis Léonard | UMP puis LR | Ingénieur, ancien député |
| 2020                                     | En cours | Stéphane Villain   | DVD         |                          |
| Les données manquantes sont à compléter. |          |                    |             |                          |

### Région
À la suite de la mise en application de la réforme administrative de 2014 ramenant le nombre de régions de France métropolitaine de 22 à 13, la commune appartient depuis le 1er janvier 2016 à la région Nouvelle-Aquitaine, dont la capitale est Bordeaux. De 1972 au 31 décembre 2015, elle a appartenu à la région Poitou-Charentes, dont le chef-lieu était Poitiers.

## Démographie

### Évolution démographique
L'évolution du nombre d'habitants est connue à travers les recensements de la population effectués dans la commune depuis 1793. Pour les communes de moins de 10 000 habitants, une enquête de recensement portant sur toute la population est réalisée tous les cinq ans, les populations de référence des années intermédiaires étant quant à elles estimées par interpolation ou extrapolation. Pour la commune, le premier recensement exhaustif entrant dans le cadre du nouveau dispositif a été réalisé en 2007.

En 2022, la commune comptait 6 440 habitants, en évolution de +8,73 % par rapport à 2016 (Charente-Maritime : +4,04 %, France hors Mayotte : +2,11 %).
| 1793 | 1800 | 1806 | 1821 | 1901 | 1906 | 1911  | 1921  | 1926  |
| ---- | ---- | ---- | ---- | ---- | ---- | ----- | ----- | ----- |
| 147  | 142  | 170  | 134  | 814  | 987  | 1 183 | 1 267 | 1 724 |

| 1931  | 1936  | 1946  | 1954  | 1962  | 1968  | 1975  | 1982  | 1990  |
| ----- | ----- | ----- | ----- | ----- | ----- | ----- | ----- | ----- |
| 2 106 | 2 233 | 4 125 | 4 967 | 5 234 | 5 377 | 5 354 | 5 439 | 4 993 |

| 1999  | 2006  | 2007  | 2012  | 2017  | 2022  | - | - | - |
| ----- | ----- | ----- | ----- | ----- | ----- | - | - | - |
| 5 625 | 5 911 | 5 959 | 5 937 | 5 846 | 6 440 | - | - | - |

### Pyramide des âges
La population de la commune est relativement âgée.
En 2018, le taux de personnes d'un âge inférieur à 30 ans s'élève à 22,9 %, soit en dessous de la moyenne départementale (29 %). À l'inverse, le taux de personnes d'âge supérieur à 60 ans est de 46,2 % la même année, alors qu'il est de 34,9 % au niveau départemental.
En 2018, la commune comptait 2 649 hommes pour 3 222 femmes, soit un taux de 54,88 % de femmes, largement supérieur au taux départemental (52,15 %).
Les pyramides des âges de la commune et du département s'établissent comme suit.
| Hommes | Classe d’âge | Femmes |
| ------ | ------------ | ------ |
| 1,5    | 90 ou +      | 3,3    |
| 13,1   | 75-89 ans    | 15,6   |
| 29,1   | 60-74 ans    | 29,4   |
| 18,2   | 45-59 ans    | 19,2   |
| 12,6   | 30-44 ans    | 11,7   |
| 13,2   | 15-29 ans    | 10,7   |
| 12,3   | 0-14 ans     | 10,1   |

| Hommes | Classe d’âge | Femmes |
| ------ | ------------ | ------ |
| 1,1    | 90 ou +      | 2,6    |
| 10,1   | 75-89 ans    | 12,6   |
| 22     | 60-74 ans    | 23,2   |
| 20,1   | 45-59 ans    | 19,7   |
| 16,1   | 30-44 ans    | 15,6   |
| 15,2   | 15-29 ans    | 12,7   |
| 15,4   | 0-14 ans     | 13,6   |

## Les services

### Enseignement
Les écoles

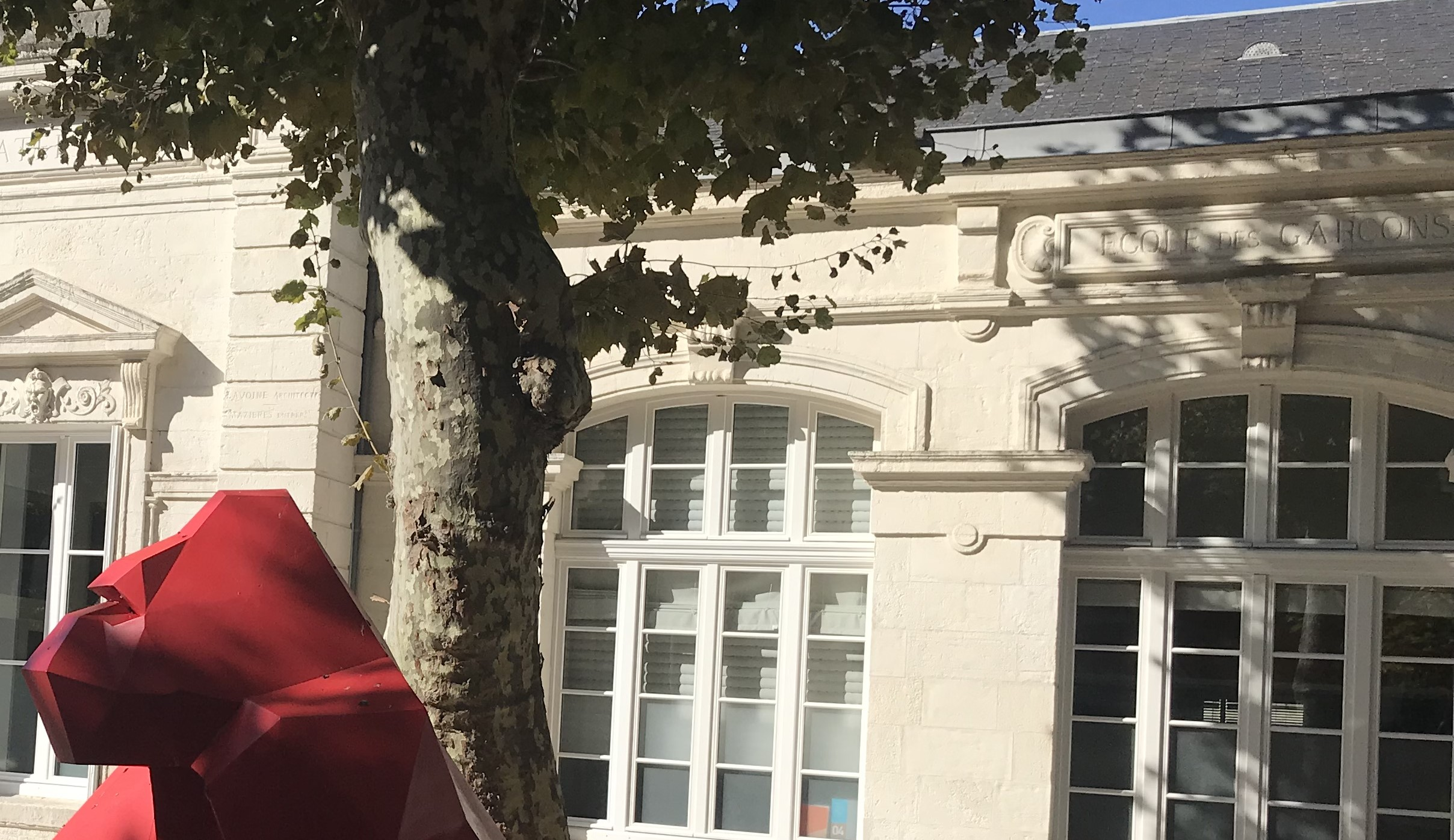
Mairie-école, aile des garçons, détail (septembre 2022)

Châtelaillon-Plage dispose de trois écoles de l'enseignement primaire public qui sont réparties dans les différents quartiers de la ville.
- École maternelle et élémentaire Pierre-Jonchery
- École maternelle Les Sables
- École élémentaire Paul-Michaud

La mairie et l'école primaire étaient initialement regroupées dans un seul bâtiment, qui abrite encore aujourd'hui l'Hôtel de Ville. Cette mairie-école recevait les élèves filles dans son aile gauche et les garçons dans l'aile droite, comme en témoignent les inscriptions encore visibles en façade. L'école a ensuite déménagé juste derrière la mairie dans de nouveaux locaux jusqu'en 1932, où ces locaux sont devenus une bibliothèque, et, depuis 2004, la médiathèque.
Le collège
Le collège André-Malraux est un établissement de l'enseignement secondaire public, situé près du Centre de formation professionnelle et qui a été implanté dans la ville dans le cadre d'une politique de dissémination des collèges dans l'agglomération de La Rochelle. Il regroupe 607 élèves à la rentrée 2018 qui sont enseignés par 41 enseignants.
Le CIPECMA
CIPECMA (Centre Interconsulaire de Perfectionnement et d'Enseignement de la Charente-Maritime) géré par la Chambre de commerce et d'industrie de La Rochelle. Présent sur 4 sites, à Châtelaillon-Plage, à Jonzac, à Bordeaux et Fontenay-le-Comte, le Cipecma assure des stages en formation continue, prépare en alternance à 9 BTS, 1 bac pro, 1 licence pro, 2 bachelors, 1 CAP et propose aussi des formations métier : titres professionnels et formations certifiantes.

### Services de la santé
Châtelaillon-Plage dispose d'un certain nombre de services dans les secteurs médicaux, paramédicaux et médico-sociaux qui en font une station balnéaire bien équipée dans ce domaine, situation particulière qu'elle doit beaucoup à sa fonction de villégiature.
Les services médicaux
La ville dispose de cinq cabinets médicaux, dont les médecins généralistes exercent tous dans le centre-ville, et de quatre cabinets dentaires.
Châtelaillon-Plage ne dispose d'aucuns médecins spécialistes, les habitants vont habituellement consulter ceux situés à La Rochelle.
De même, la station balnéaire n'est pas équipée d'un centre de radiologie médicale ou IRM, elle dépend de La Rochelle pour ce type de prestation.
L’hôpital général le plus proche est le Centre hospitalier de La Rochelle, situé à environ une douzaine de kilomètres au nord ; il offre une palette fort étendue de soins et est en fait le plus grand établissement hospitalier de la Charente-Maritime.
Les services paramédicaux
Dans ce domaine, Châtelaillon-Plage possède une gamme plus élargie de prestations. Ainsi, la ville dispose d'un laboratoire d'analyses médicales, de trois centres en soins infirmiers, de cinq cabinets de kinésithérapie, de six cabinets en diététique, de deux cabinets de pédicure-podologue, d'un orthophoniste, deux ostéopathes ainsi que trois cabinet de psychothérapie.
À cela s'ajoutent trois pharmacies, un audioprothésiste et deux opticiens-lunettiers. De plus, un laboratoire de prothèses dentaires y est en activité.
Un service d’ambulanciers est présent dans la ville et assure des interventions qui s'étendent jusque dans le canton voisin de La Jarrie.
Châtelaillon-Plage est également équipée d'un centre de secours où les pompiers sont habilités à intervenir en situation d'urgence médicale. Cette caserne, qui relève du SDIS de la Charente-Maritime, dépend plus précisément du Centre de secours principal de La Rochelle.
Par ailleurs, une clinique vétérinaire y est en activité et intervient en partie sur les communes voisines du canton de La Jarrie.
Les services médico-sociaux
La ville possède une maison de retraite qui a également le statut d'établissement d'hébergement pour personnes âgées dépendantes (EHPAD).
Un important institut médico-pédagogique pour enfants y est implanté dans la ville : l'Esat - Œuvre d'Emmanuelle.

## Patrimoine et équipements

### Le centre Beauséjour

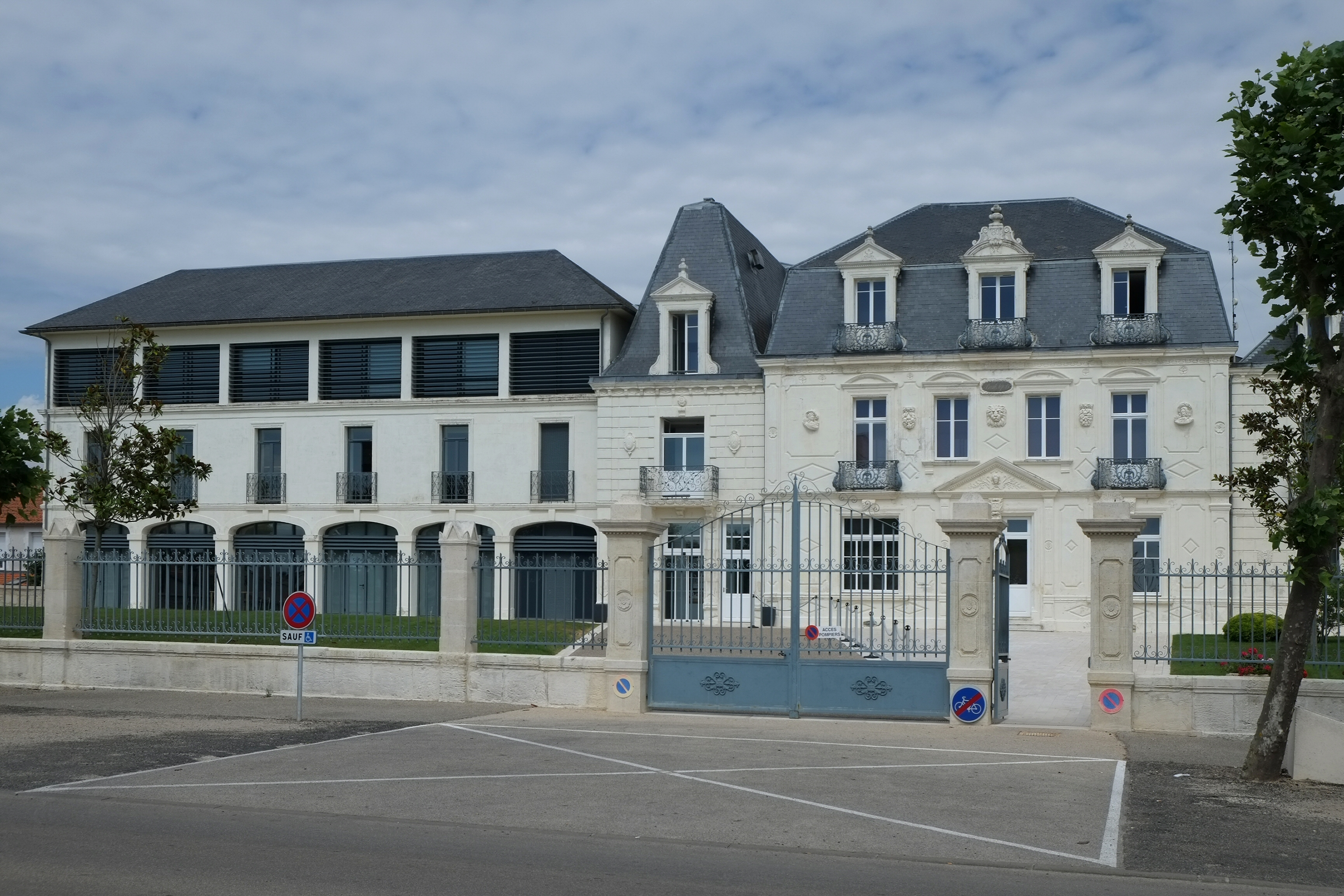
Centre Beauséjour.

Beauséjour fut construit à la fin du XIXe siècle lors de l'installation de la gare de Châtelaillon-Plage et de son essor en tant que station balnéaire.
Sa première vocation fut l'hôtellerie. Il devint au début du XXe siècle une colonie de vacances puis hébergea l'école maternelle de Châtelaillon-Plage avant d'être rénové entièrement en 2007.
Ce magnifique hôtel particulier est aujourd'hui un espace culturel et un lieu de loisirs pour les Châtelaillonnais.
Pour les enfants : ateliers ludiques et créatifs le matin pour les 7/ 13 ans.
Pour les adultes : danse de salon, danse orientale, jeux de carte, scrabble, bridge…
En été, tous les après-midis, c’est cinéma ! Du lundi au vendredi, à 15h, une sélection de films pour enfants et adolescents est projetée dans l’auditorium climatisé (300 places). Entrée gratuite.
Beauséjour, c’est aussi une salle de spectacles, les ateliers « Temps Libre » et des salles de séminaires, réception et de congrès.

### Le centre aquatique

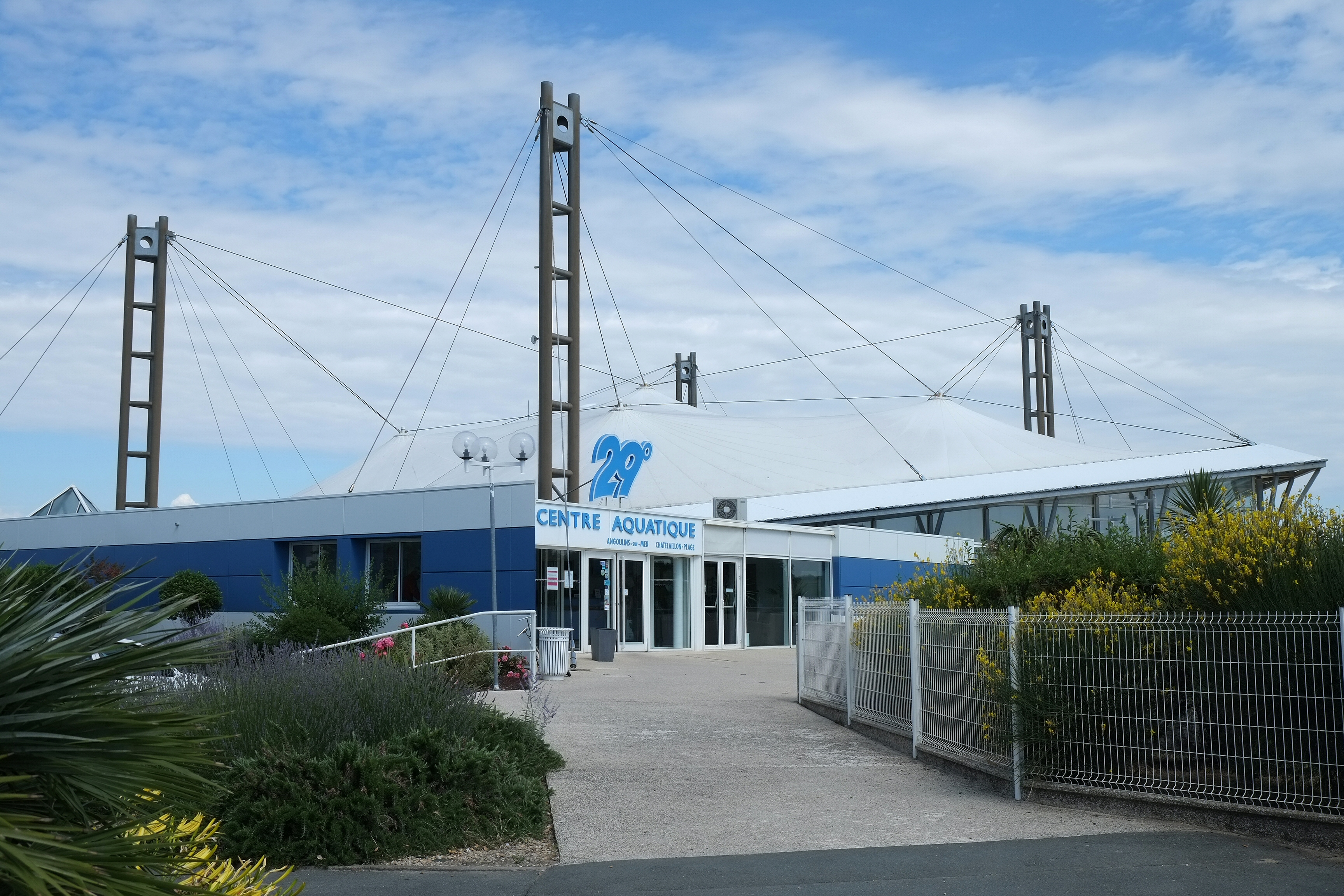
Centre aquatique.

Une première piscine Tournesol, issue d'un programme national de construction, vit le jour en 1975. Le Centre aquatique lui succéda et ouvrit ses portes en juin 1991. Deux bassins intérieurs, deux jacuzzis, deux bassins extérieurs, deux toboggans géants et un moyen le constituent.
On pioche dans la diversité des activités proposées : 
- 5 bassins, 3 toboggans et 1 splash aqualudique de 200 m² parsemé de jeux (tunnel, jets, parapluie d’eau…)
- des cours de natation pour les tout petits sur la plage et pour ls plus grands in situ
- des cours d'initiation au sauvetage aquatique
- des cours de gym, d'aquagym, des activités de longe côte
- 1 espace bien-être avec hammam, sauna et douche sensorielle, une salle de repos que l'on peut privatiser
- 1 food truck et des espaces pique nique à disposition en haute saison

### Le casino

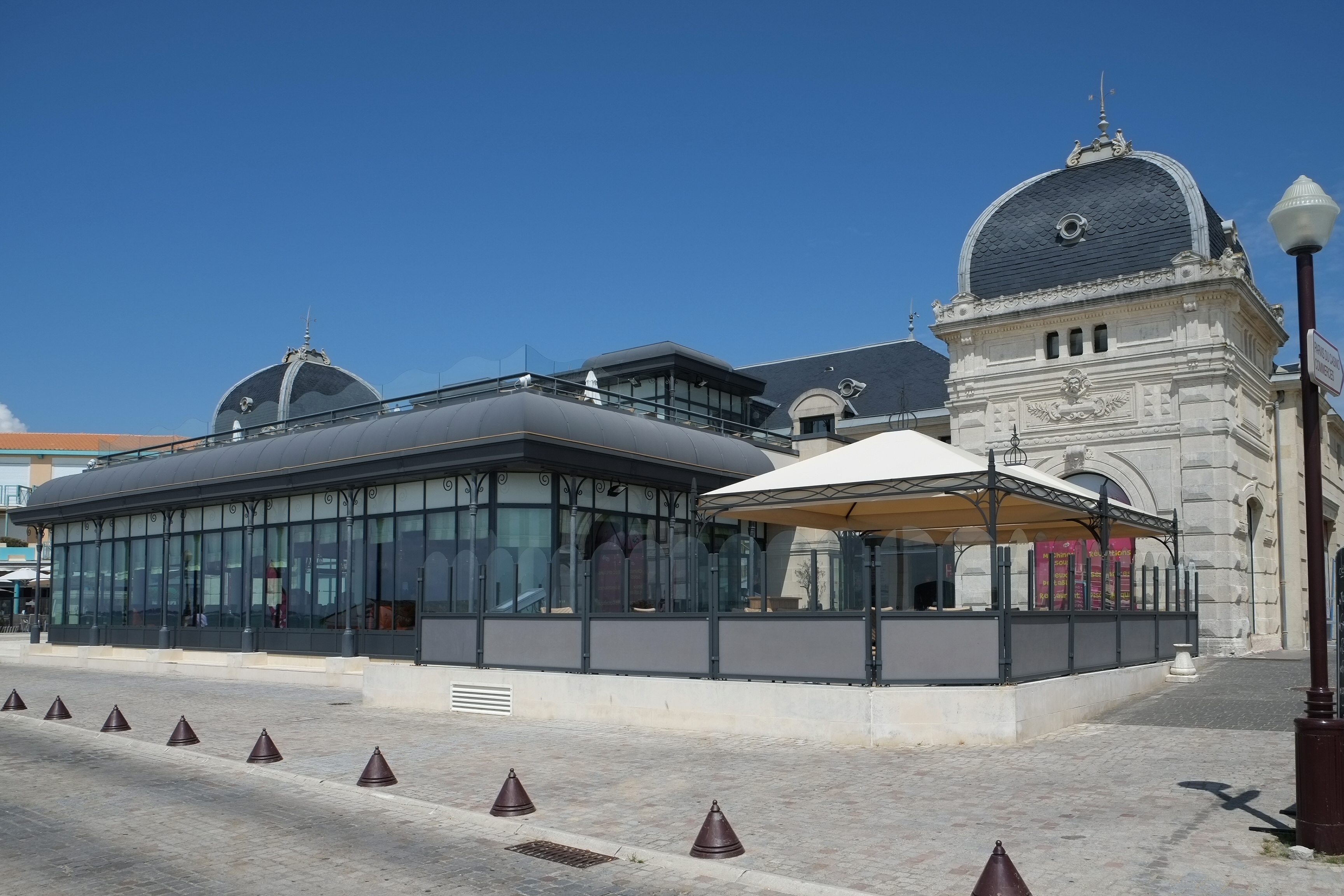
Casino (vu côté océan).

Il fut construit en 1893 lorsque Châtelaillon se transforma en station balnéaire recherchée. Après des dégâts causés par la Seconde Guerre mondiale, l'entrée fut reconstruite, un cinéma installé ainsi qu'une salle de spectacle en plein air. Détruit pendant la deuxième moitié du XXe siècle, il fut reconstruit à l'identique.
Il est toujours le lieu central des soirées châtelaillonnaises avec ses machines à sous, jeux de tables, jeux de tables électroniques, ses bars, son restaurant "L'Eiffel" et sans oublier son rooftop. La privatisation d'espaces pour des événements est possible.

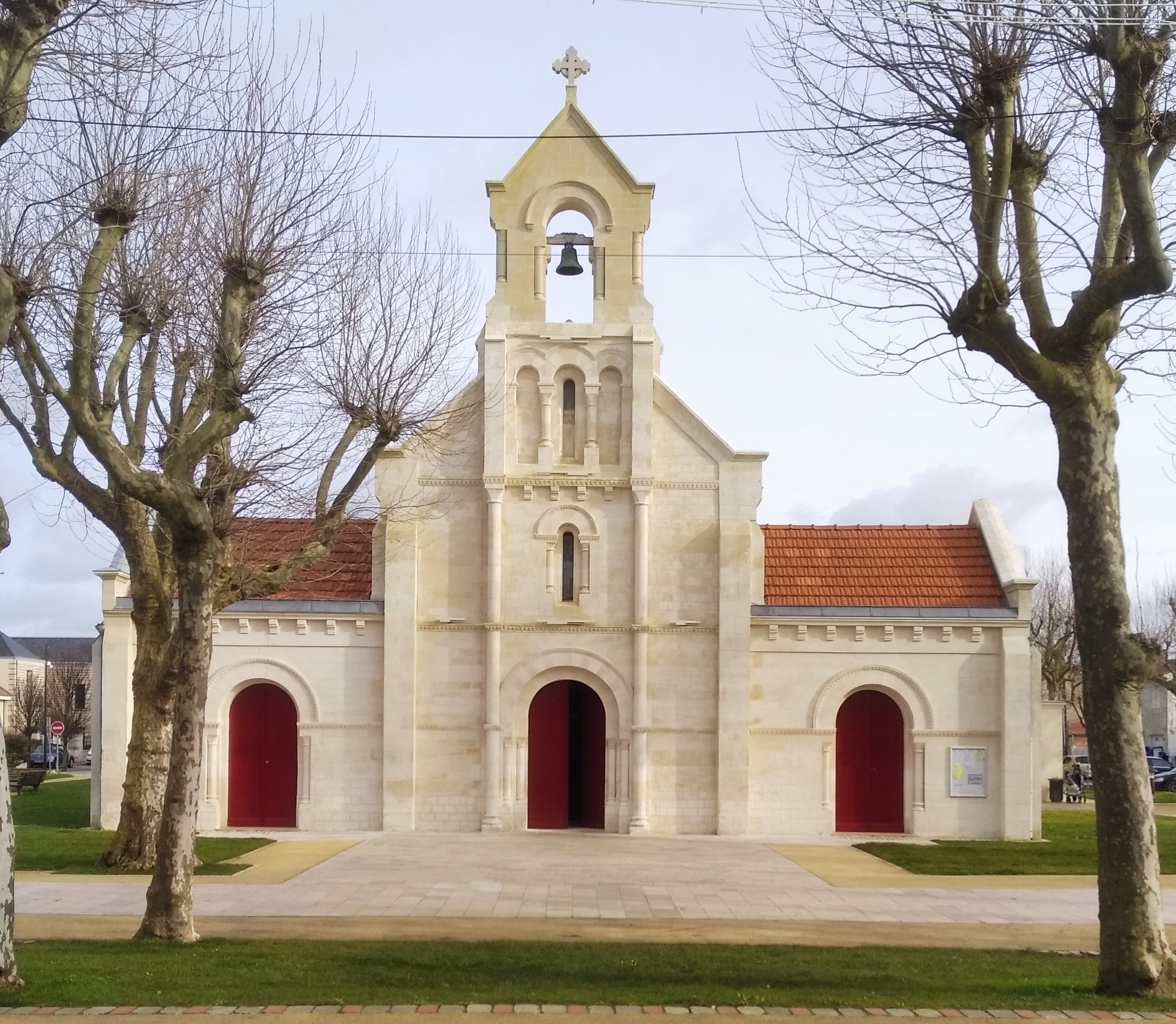
L'église Sainte-Madeleine.

### L'église Sainte-Madeleine
Au XIXe siècle, Châtelaillon était un hameau de la commune d'Angoulins. La chapelle Sainte-Madeleine y a été édifiée en 1882-1883. Châtelaillon est devenue une commune à part entière en 1896 et la chapelle est devenue une église. Elle s'est agrandie en 1906 puis 1933 par l'adjonction de deux collatéraux et d'une abside. Hormis deux vitraux de Gustave Pierre Dagrant (mort en 1915), ceux du chœur sont l'œuvre de Louis Gouffault dans les années 1930. En 2020, l'artiste Amaury Dubois a peint en totalité la voûte de l'église, passant de couleurs sombres (bleu nuit, mauve) depuis l'entrée de la nef à des bleus de plus en plus clairs jusqu'aux couleurs vives du chœur (jaune, rouge, orange).

### L'hippodrome
L’hippodrome de Châtelaillon-Plage a été créé en 1928 à la suite de la fermeture du champ de course de la Rochelle. L'hippodrome a été entièrement rénové en 2013 et accueille alors plus de dix réunions par an.

## Transports

### Desserte routière et urbaine

#### Les infrastructures routières
Châtelaillon-Plage est accessible par la D137, voie express reliant La Rochelle à Rochefort. A 12 kilomètres de La Rochelle et 18 kilomètres de Rochefort.

#### Transports en commun
La commune est desservie par les transports en commun de l'agglomération de La Rochelle par la ligne 19, 20 et 21 du réseau Yélo. En été, le dimanche la ligne D6 est mise en place.

### Desserte ferroviaire
La gare de Châtelaillon est desservie par des TER Nouvelle-Aquitaine à destination de La Rochelle, Rochefort et Saintes, mais aussi par des Corail Intercités à destination de Nantes ou Bordeaux. La desserte est d'ailleurs améliorée en saison estivale, afin de garantir un accès optimal à la station pour les vacanciers arrivant par TGV à la gare de La Rochelle-Ville.

## Les évènements

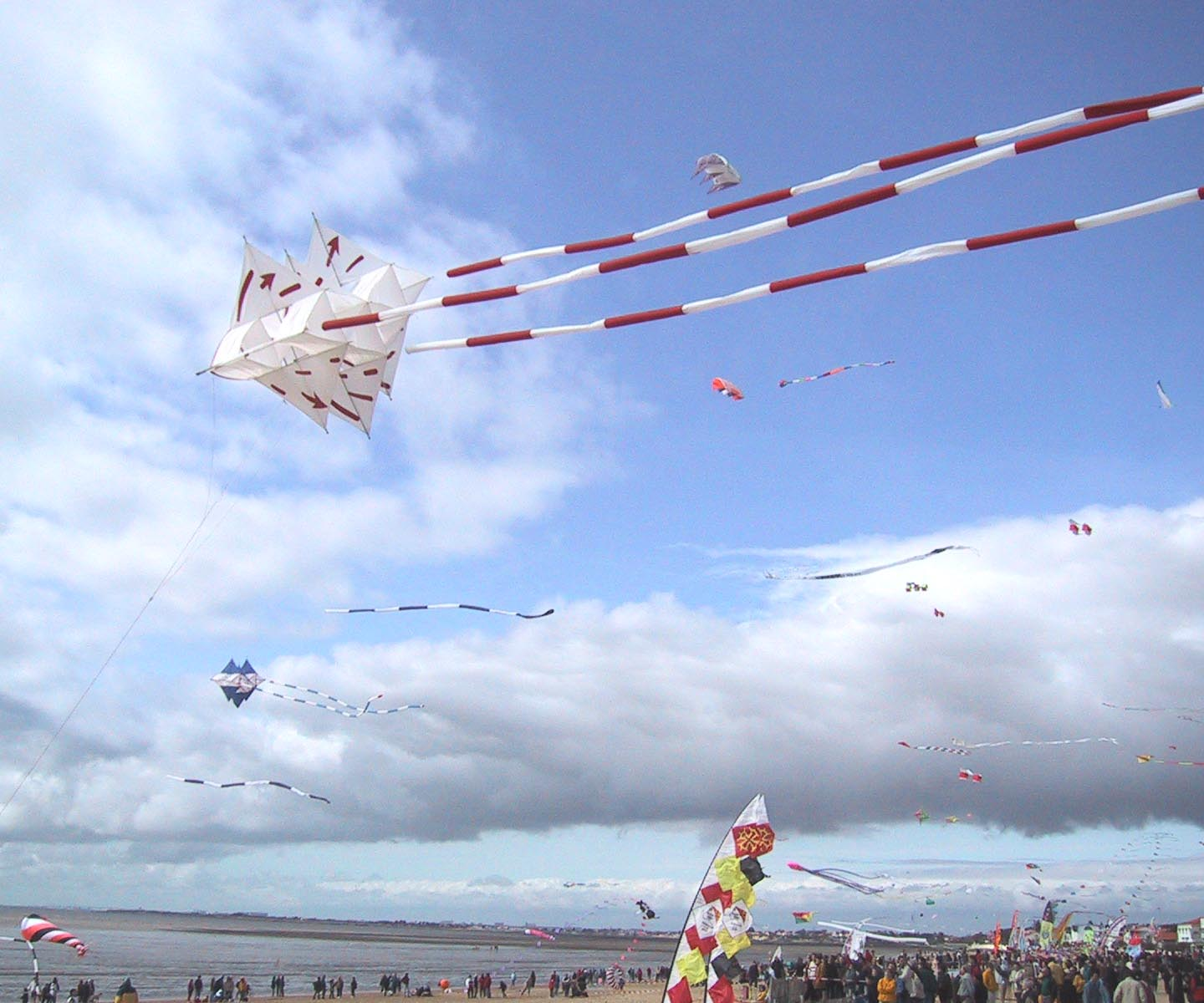
Festival de cerfs-volants (2001).

### Festival de cerfs-volants
Il a débuté en 1993 grâce à un groupe de cervolistes passionnés. Il est aujourd'hui le lieu de rassemblement des passionnés de cerfs-volants et du vent.
Il se déroule chaque année durant le week-end de Pâques sur la plage de Châtelaillon. Atelier création de cerfs-volants pour les plus jeunes, baptêmes de char à cerf-volant et démonstration de power kite pour les plus sportifs, vol synchronisé par l’Équipe de Voltige de l'Armée de l'Air et biens d'autres surprises vous attendent sur le sable de Châtelaillon-Plage. Un moment fort du début de saison en Charente-Maritime.

### Chatel en Fête
Le projet d'une fête communale rassemblant les habitants de Châtelaillon-Plage est né lors de la célébration du centenaire de la station. Au vu de l'enthousiasme des Châtelaillonnais, cette fête est devenue annuelle et représente chaque année un thème nouveau : l'Inde, l'Amérique latine, l'Espagne, les îles, l'Asie… Chaque quartier s'investit durant toute l'année pour ces 2 jours des festivités. Marché artisanal, spectacle de rue, défilé géant rythment ces 2 jours de fête. Chatel en Fête ouvre tous les ans le Festival de Charente-Maritime Sites en Scène.

### La Fête des Boucholeurs

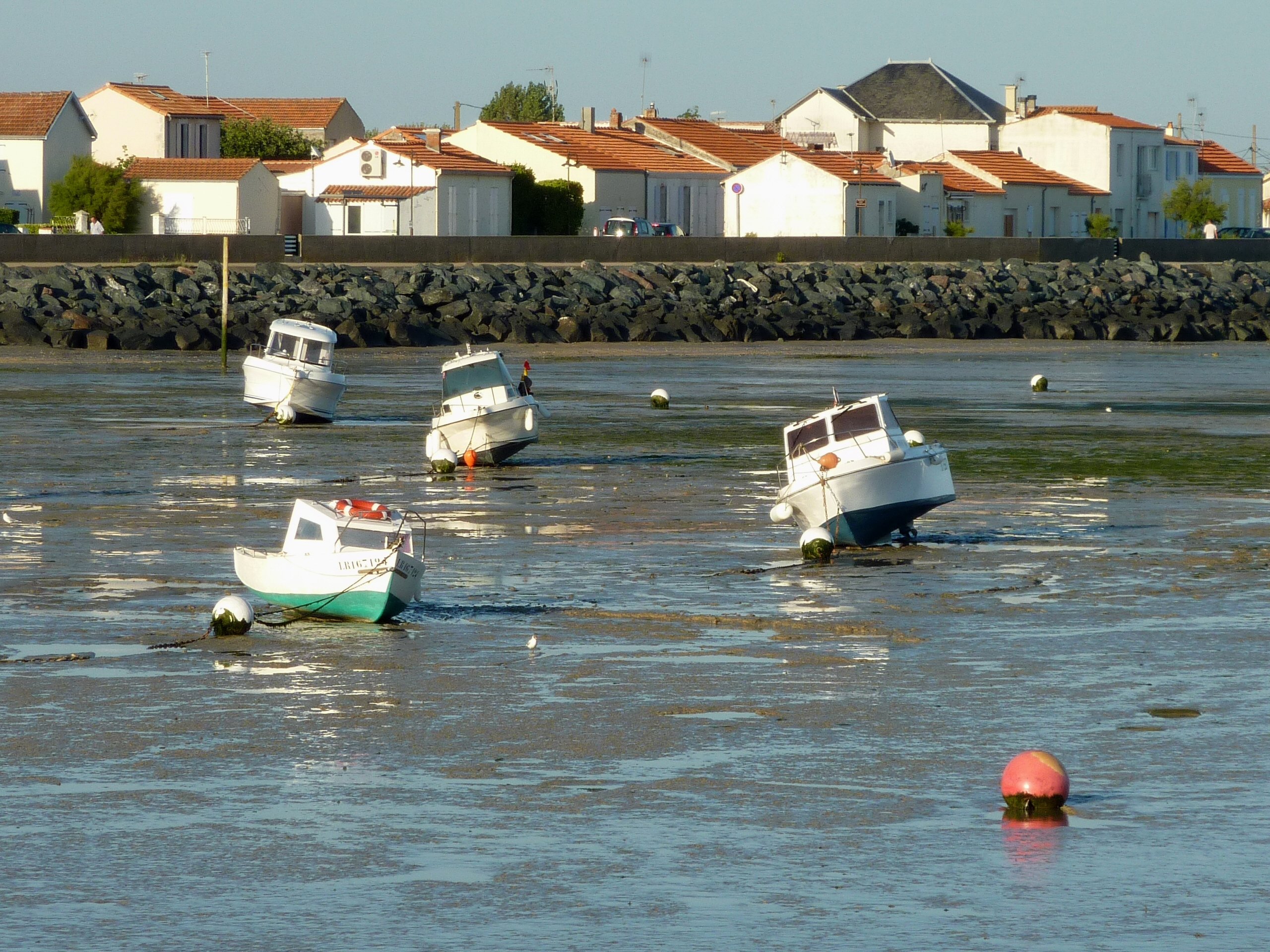
Le village des Boucholeurs.

Au mois d'août, Châtelaillon-Plage fête son patrimoine ostréicole et conchylicole. Les Boucholeurs est un village de pêcheurs sur les communes d'Yves et de Châtelaillon-Plage. Cette fête est l'occasion de rappeler ce patrimoine local, de faire revivre les jeux d'antan avec le foot dans la vase, la course de brouettes, la pêche au canard vivant et de déguster les huîtres et moules des îles.

### Le marché nocturne
Marché artisanal nocturne tous les dimanches soir en juillet et août à partir de 19 heures. Se situe sur le boulevard de la République, en face de la Place Jean-Moulin où se trouve la fête foraine.

## Châtelaillon-Plage en images
Les touristes peuvent profiter de la plage, du casino, d'hôtels et de campings. Le village pittoresque des Bouchôleurs donne un aperçu intéressant des activités issues de la production des moules et des huîtres.

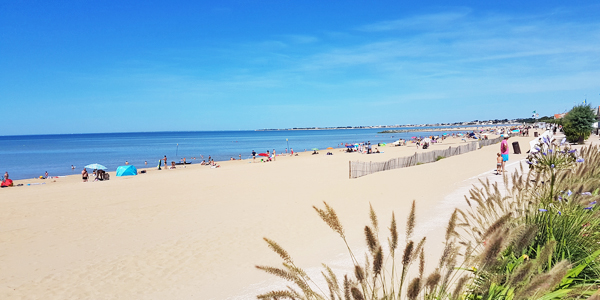
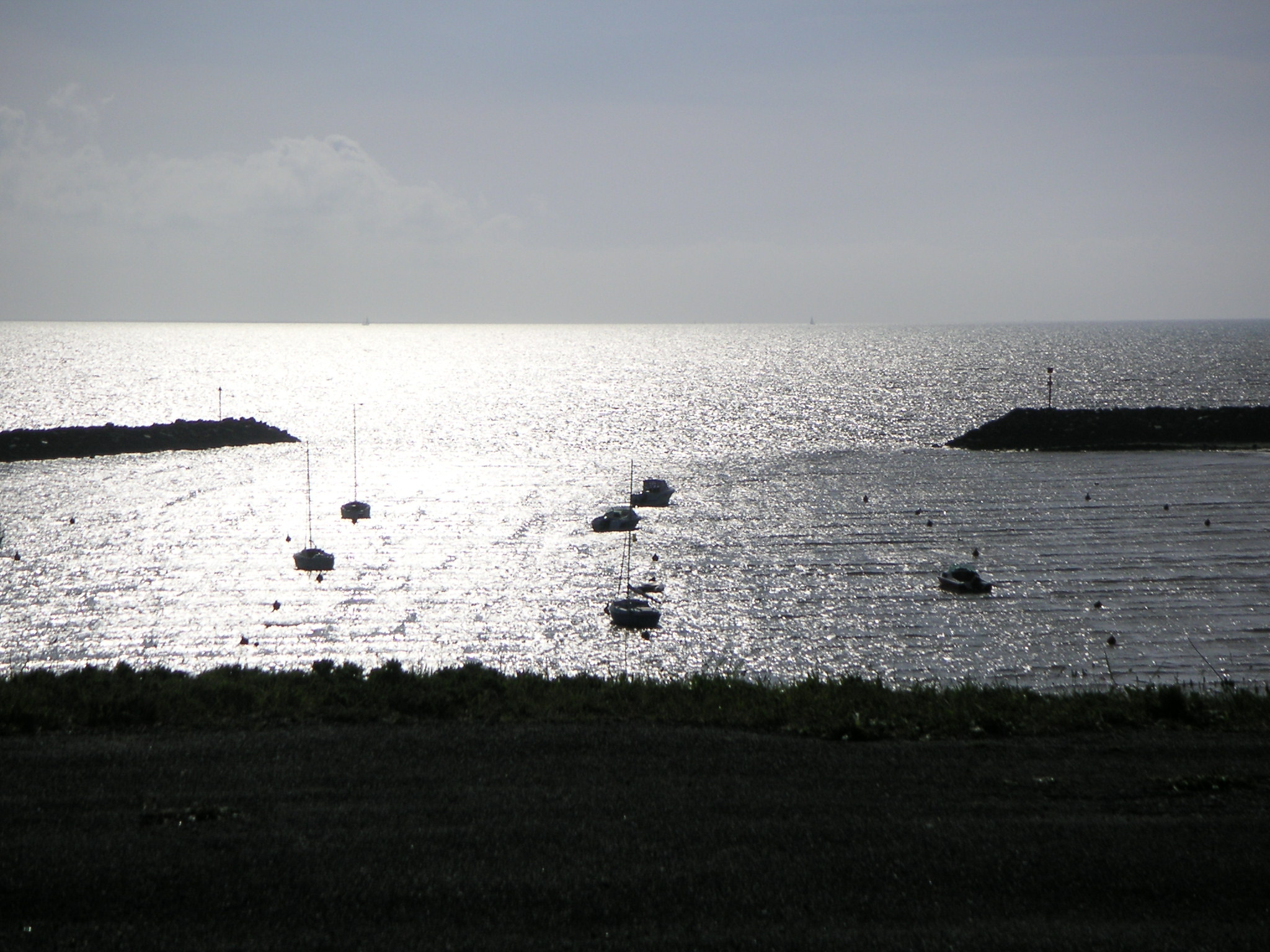
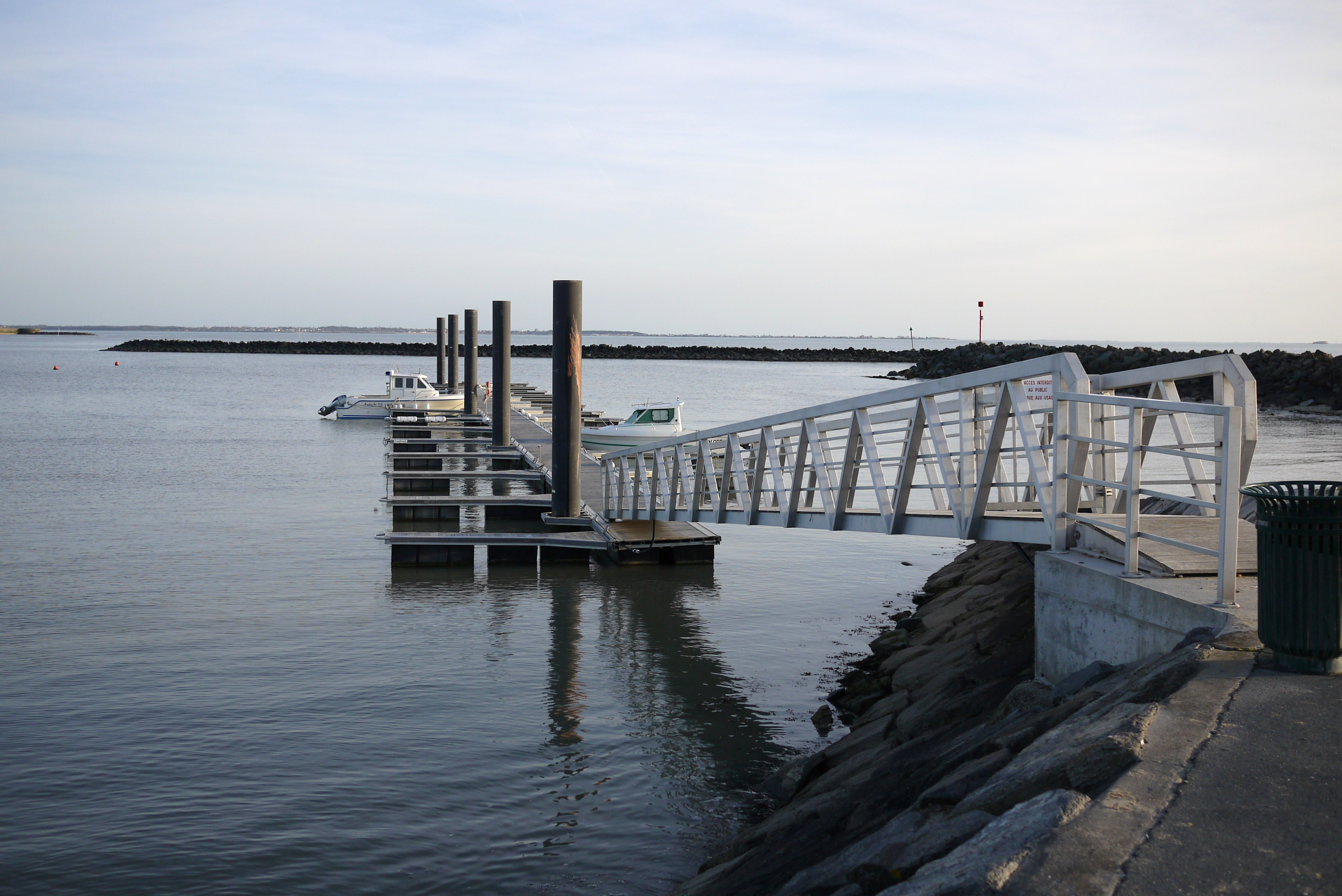
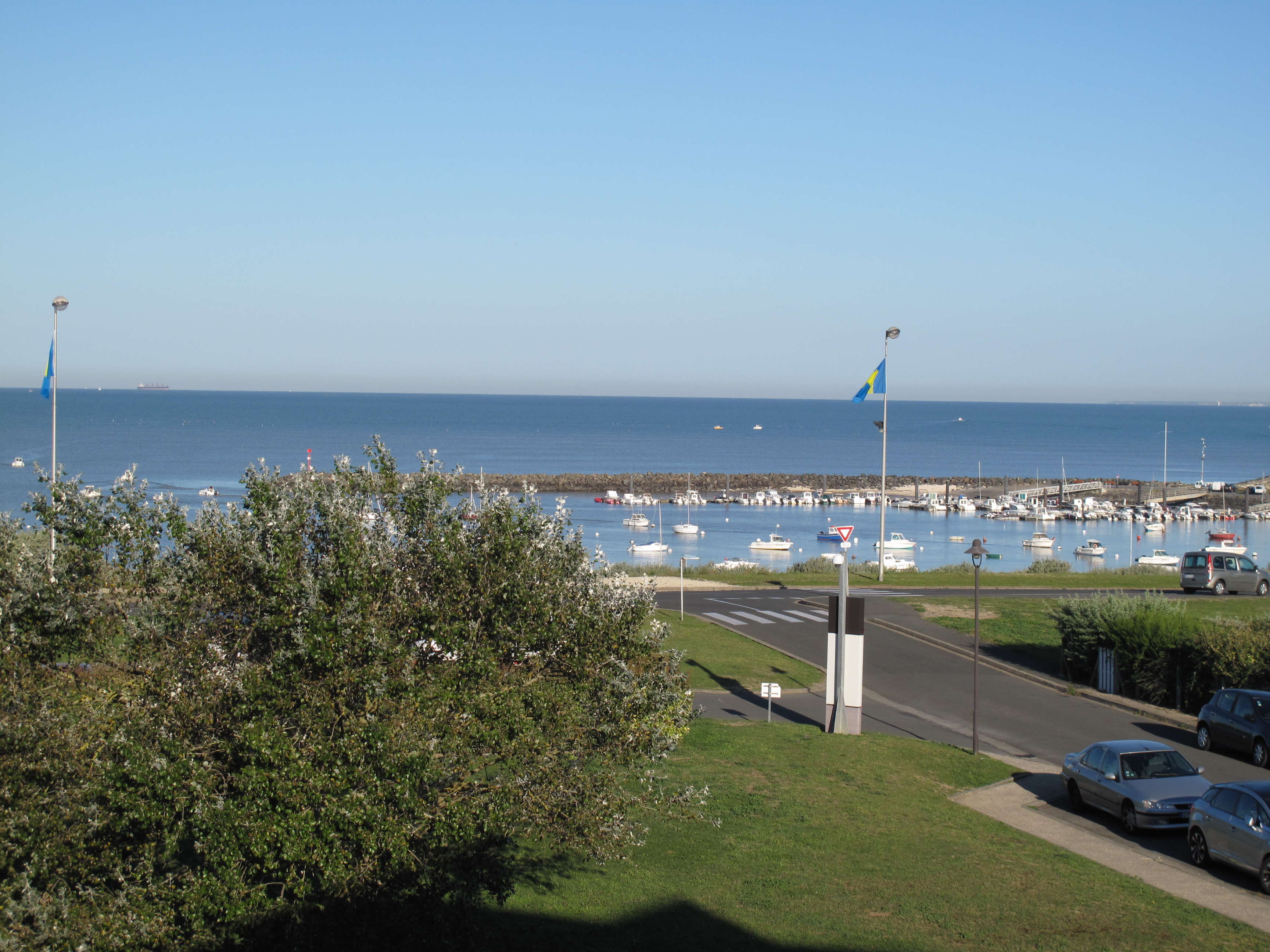

## Personnalités liées à la commune
- Charles Amable Lenoir (1860-1926), peintre, né dans la commune.
- Dominique Lapierre (1931-2022), journaliste, écrivain, est né dans la commune.

## Héraldique
| Blason | Blasonnement : D’or à l’aigle bicéphale de sable, à la bordure de gueules. |

## Jumelages
- Evolène  (Suisse) ;
- Skierniewice  (Pologne) ;
- Knebworth  (Angleterre).